# Štěpánovice (kraj południowomorawski)
Štěpánovice – gmina w Czechach, w powiecie Brno, w kraju południowomorawskim.
1 stycznia 2017 gminę zamieszkiwały 494 osoby, a ich średni wiek wynosił 42,2 roku.